# Картау, Мари
Мари́ Карта́у (до замужества Сепп, в замужестве Со́болев, художественный псевдоним Сира́м, родилась 9 июня 1968 года в Таллине ) — эстонская художница и искусствовед.

## Биография
В 1984 году Мари окончила Художественную школу в Тарту. В 1985—1988 гг. проходила подготовительные курсы Эстонской академии художеств. В 1992—1994 годах участвовала в «Студии 22» известного эстонского художника Тыниса Винта. В 1996 году Мари окончила Эстонскую академию художеств по специальности «искусствоведение» и тогда же прошла пятинедельную стажировку в США от международной неправительственной организации по культурному обмену CEC ArtsLink в качестве организатора художественных выставок. В 1997 году она приняла участие в работе семинара Летнего университета Амстердама-Маастрихта «Методы стимулирования спонсорства для искусства». В 2006 году работала в резиденции NIFCA (Nordic Institute for Contemporary Art — Северный институт современного искусства) в Хельсинки.
С 2003 по 2006 год училась в Академии альтернативного искусствоведения Non Grata города Пярну, а в 2010 году окончила по специальности «предпринимательство» частный Эстонский университет прикладных наук Mainor. С 2004 по 2007 год она была ректором Академии Non Grata, а с 2007 по 2012 год работала куратором Пярнуской городской галереи до освобождения от этой должности осенью 2012 года.
С 1997 года Мари Картау состоит членом Союза художников Эстонии. Её мать — художница-график Эви Сепп. Мари Была замужем за эстонским художником Виталием Соболевым и имеет от него дочь Элви Соболев. Кроме этого она имеет сына.